# Dipartimento di Utracán
Utracán è un dipartimento argentino, situato nella parte centrale della provincia di La Pampa, con capoluogo General Acha.
Esso confina a nord con i dipartimenti di Loventué e Toay, ad est con quelli di Atreucó e Guatraché, a sud con i dipartimenti di Hucal, Lihuel Calel e Curacó; e ad ovest con quello di Limay Mahuida.
Secondo il censimento del 2001, su un territorio di 12.967 km², la popolazione ammontava a 14.504 abitanti, con un aumento demografico del 10,48% rispetto al censimento del 1991.
Il dipartimento comprende per intero il comune di Quehué e parte dei comuni di Ataliva Roca e General Acha (incluse le città sedi municipali). Inoltre comprende per intero la comisión de fomento di Chacharramendi, e parte di quelle di Colonia Santa María e Unanué incluse le rispettive sedi municipali.